# International Cricket Council

Aangesloten landen:
Full Members
Associate Members
Associate Members
Voormalige of geschorste landen

De ICC (International Cricket Council) is de wereld cricketbond. De ICC organiseert de zogeheten "testwedstrijden" ("Testmatches") en "eendaagse internationale wedstrijden" ("One-day Internationals" oftewel ODI's). De ICC heeft haar hoofdkantoor in het Lord's Cricket Ground in Londen, maar de administratieve kantoren zijn sinds 2005 gevestigd in Dubai, Verenigde Arabische Emiraten.
De ICC is opgericht op 15 juni 1909 door Zuid-Afrika, Engeland en Australië. Toen heette het nog Imperial Cricket Conference en mochten alleen de landen die behoorden bij het Britse Gemenebest lid zijn. In 1965 is deze regel afgeschaft en is de naam gewijzigd in International Cricket Conference. Vanaf 1989 wordt de huidige naam gebruikt. Nu zijn 104 landen (of verzameling landen) lid. (peildatum 1 mei 2020)
Het ICC maakt onderscheid in twee niveaus van lidmaatschap:
- 'Full Member': dit zijn de traditioneel grote cricket landen. Deze landen mogen bij de mannen testwedstrijden spelen. In 2020 hebben de volgende twaalf landen deze status (in volgorde van aansluiting): Australië, Engeland, Zuid-Afrika, West-Indië, Nieuw-Zeeland, India, Pakistan , Sri Lanka, Zimbabwe, Bangladesh, Ierland en Afghanistan.
- 'Associate Member': de overige landen, in 2020 zijn dit er 92

Tot 2017 was er nog een lager niveau, dat van 'Affiliate Member': dat waren landen waar cricket een sport in ontwikkeling was.
Nederland (Koninklijke Nederlandse Cricket Bond) is vanaf 1966 'Associate Member' maar mag bij de vrouwen wel testwedstrijden spelen.
België (Belgische Cricket Federatie) was vanaf 1991 eerst 'Affiliate Member' en sinds 2005  'Associated Member'.

## Wedstrijden
Belangrijkste bron van inkomen is de organisatie van het wereldkampioenschap cricket (ICC Cricket World Cup). Een kleinere bron is het Wereldkampioenschap Twenty20 en een voormalige bron was de ICC Champions Trophy. Inkomsten uit landenwedstrijden zoals de testwedstrijden, de ODI's en de Twenty20-interlands blijven bij de landen zelf.